# إيرين نابير
إيرين نابير (بالإنجليزية: Irene Napier)‏ هي فنانة مكياج بريطانية، ولدت في 1 أكتوبر 1953 في غلاسكو في المملكة المتحدة.

## وصلات خارجية
- إيرين نابير على موقع IMDb (الإنجليزية)
- إيرين نابير على موقع قاعدة بيانات الفيلم (الإنجليزية)